# Clitoria macrophylla
Clitoria macrophylla är en ärtväxtart som beskrevs av George Bentham. Clitoria macrophylla ingår i släktet Clitoria, och familjen ärtväxter.

## Underarter
Arten delas in i följande underarter:
- C. m. macrophylla
- C. m. sericea
- C. m. stipulacea